# Guatemala en los Juegos Bolivarianos de 2013
Guatemala participa en los Juegos Bolivarianos de 2013, con una delegación de 382 atletas que competirán en 35 deportes y 42 disciplinas, siendo esta su primera participación en Juegos Bolivarianos.

## Participación
Guatemala fue uno de los cinco países invitados a participar en los Juegos Bolivarianos de 2013, celebrados en Trujillo, Perú.

## Medallistas
| Medalla        | Nombre                                                             | Deporte            | Evento                      | Fecha           |
| -------------- | ------------------------------------------------------------------ | ------------------ | --------------------------- | --------------- |
| Medalla de oro | Lucia Menéndez, Delmi Cruz, Geraldine Kate Solorzano               | Tiro               | Pistola Libre 25 m Equipo   | 18 de noviembre |
| Medalla de oro | Marvin Herrera, Sergio Sánchez Gómez , José Pablo Vidal            | Tiro               | Pistola Libre 50 m Equipo   | 19 de noviembre |
| Medalla de oro | Lucia Polo Galvez                                                  | Golf               | Individual                  | 19 de noviembre |
| Medalla de oro | Octavio Sandoval, Marlon Pérez, Allan Chinchilla                   | Tiro               | Rifle Tendido 50 m Equipo   | 20 de noviembre |
| Medalla de oro | Rodolfo José Ramírez Garcia                                        | Bádminton          | Individual Masculino        | 21 de noviembre |
| Medalla de oro | Heymard Humblers, Lesvin Marroquín                                 | Bádminton          | Pistola Libre 50 m Equipo   | 21 de noviembre |
| Medalla de oro | Maria De Lourdes Guerra, Edna Yessenia Monzón, Polymaria Velásquez | Tiro               | Rifle 50 m 3x20 Equipo      | 21 de noviembre |
| Medalla de oro | Fernando Enrique Brol Cardenas                                     | Tiro               | Doble Trap                  | 22 de noviembre |
| Medalla de oro | Lucia Menéndez, Delmi Cruz, Geraldine Kate Solorzano               | Tiro               | Pistola de Aire 10 m Equipo | 22 de noviembre |
| Medalla de oro | Ana Sofía Gómez                                                    | Gimnasia artística | Viga                        | 22 de noviembre |
| Medalla de oro | Ana Sofía Gómez                                                    | Gimnasia artística | Suelo                       | 22 de noviembre |
| Medalla de oro | Herman Manríquez García                                            | Remo               | Un Par de Remos Cortos      | 24 de noviembre |
| Medalla de oro | Regina Maria Romero                                                | Arco               | Recurvo 70 m                | 25 de noviembre |
| Medalla de oro | Antonio De La Torre , Edwin Enríquez Franco                        | Squach             | Dobles                      | 25 de noviembre |
| Medalla de oro | Andrés Zelaya Rio Nevado                                           | Tae Kwon Do        | 63 kg                       | 26 de noviembre |
| Medalla de oro | Erick Barrondo                                                     | Atletismo          | 20 km Marcha                | 27 de noviembre |
| Medalla de oro | Mirna Ortiz                                                        | Atletismo          | 20 km Marcha                | 28 de noviembre |
| Medalla de oro | Juan Ignacio Maegli                                                | Vela               | Laser Standard              | 29 de noviembre |

## Medallero
| Núm. | País      | Oro | Plata | Bronce | Total |
| ---- | --------- | --- | ----- | ------ | ----- |
| 6    | Guatemala | 16  | 19    | 26     | 61    |